# Carbón activado

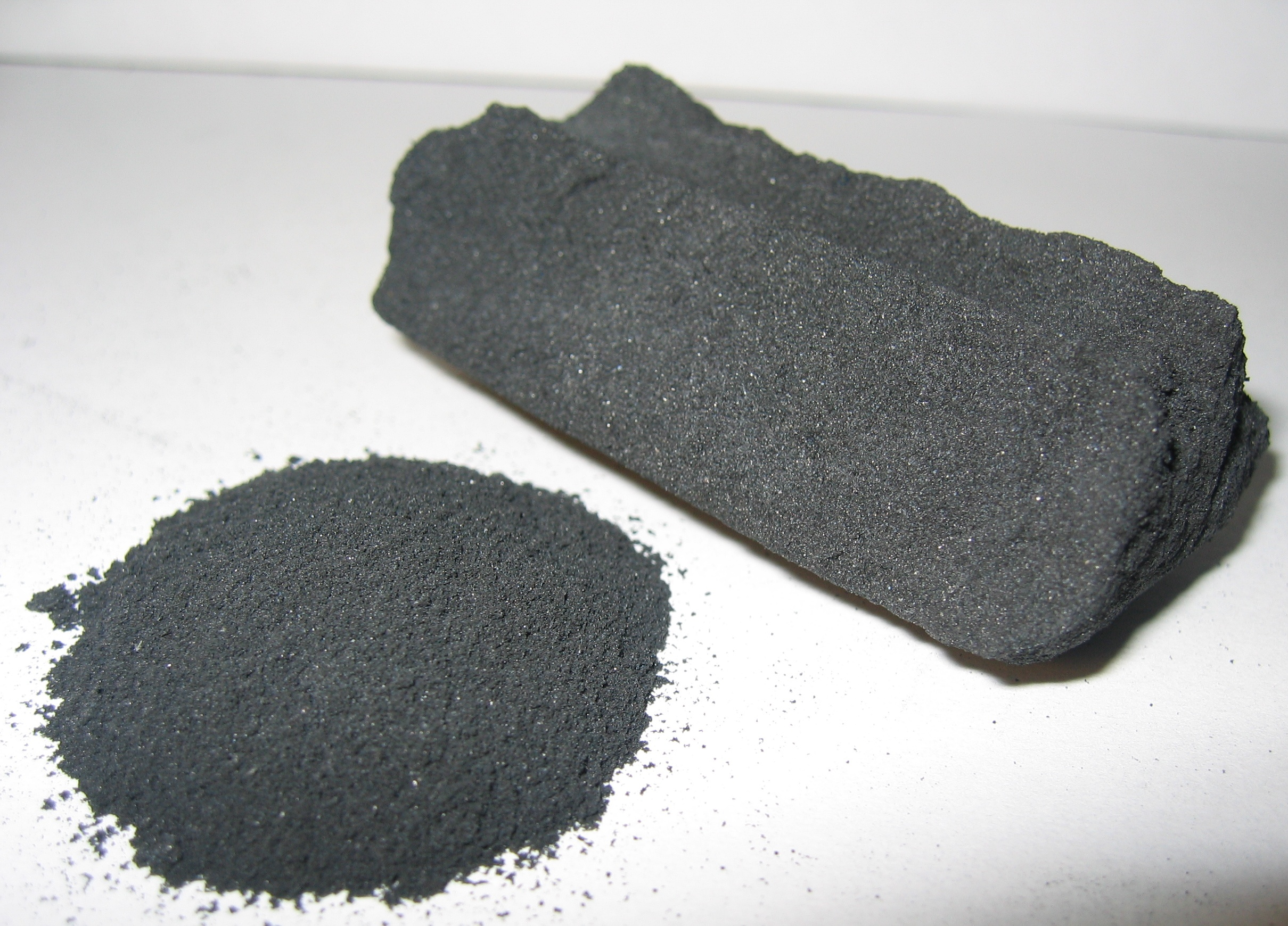
Carbón activado

El carbón activado o carbón activo es una familia de adsorbentes carbonáceos altamente cristalinos y con una porosidad interna altamente desarrollada.
Existe una amplia variedad de productos de carbón activado que muestran diferentes características, dependiendo del material de partida y la técnica de activación usada en su producción.
Es un material que se caracteriza por poseer una cantidad muy grande de microporos (poros menores a 2 nanómetros de radio). A causa de su alta microporosidad, el carbón puede poseer una superficie de 50 m²/g o más si es activo, llegando a valores de más de 2500 m²/g.
El carbón activado se utiliza en la extracción de metales (por ejemplo, oro), la purificación de agua potable (tanto para la potabilización a nivel público como doméstico), en medicina veterinaria y medicina humana para casos de intoxicación, en el tratamiento de aguas residuales, en la clarificación de jarabe de azúcar, en la purificación de glicerina, en máscaras antigás, en filtros de purificación y en controladores de emisiones de automóviles, entre otros muchos usos.

## Producción
Generalmente se produce por dos métodos diferentes:
1. Activación química: una sustancia deshidratante, que puede ser un ácido, se mezcla con la materia prima y se somete a un tratamiento a temperaturas moderadas. Esta técnica puede ser problemática porque, por ejemplo, al usar como agente deshidratante cloruro de zinc los residuos del zinc pueden permanecer en el producto final, aún después de lavado.
2. Activación física o del vapor: el material carbonizado se trata con una mezcla de gases de combustión y vapor de agua a una alta temperatura para que se active.

Como material de partida se usan varios materiales carbonosos, como cáscaras de nuez, madera, coco.

## Características

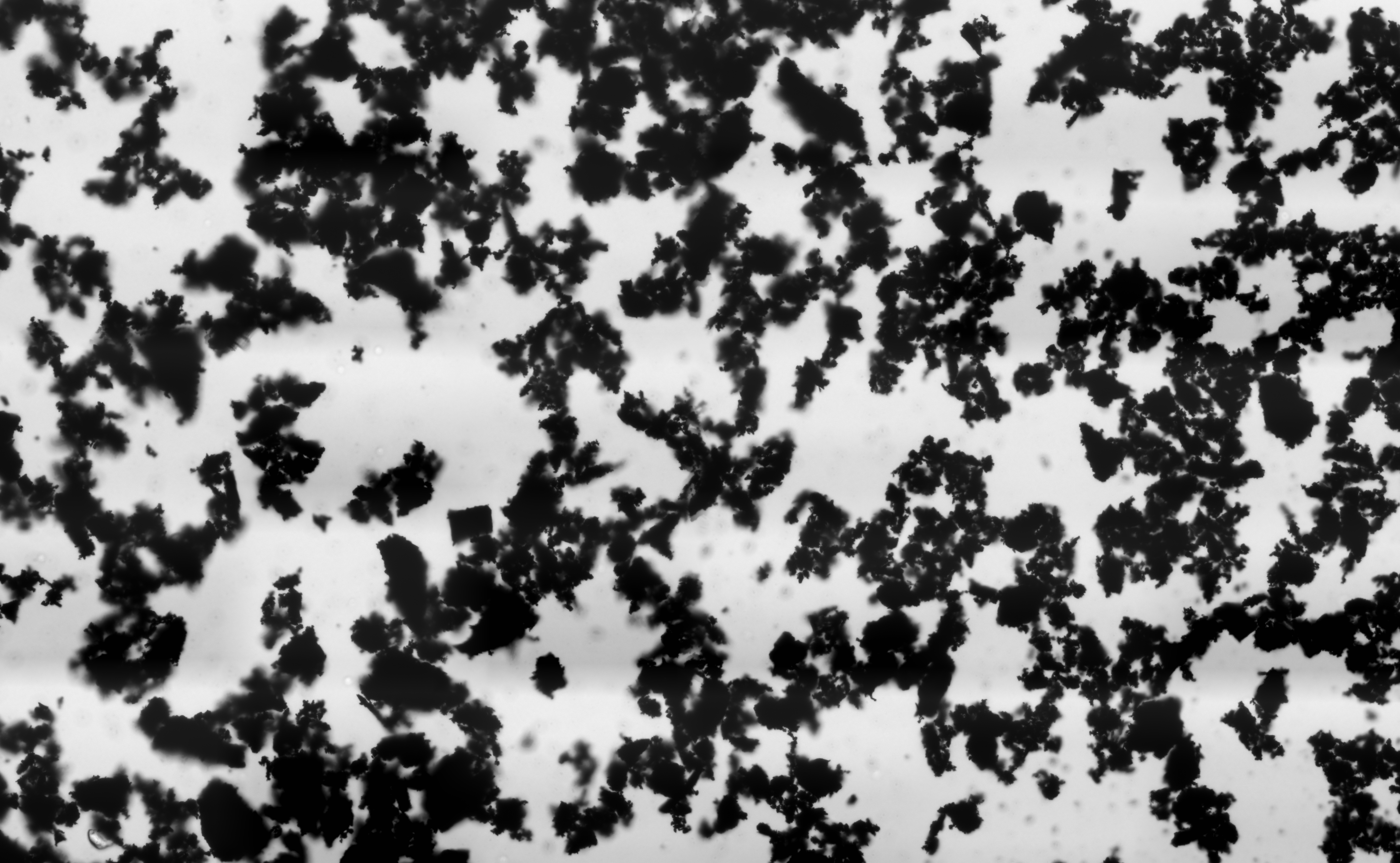
Una micrografía de carbón activado.

El carbón activado puede tener un área superficial mayor de 500 m²/g, siendo fácilmente alcanzables valores de 1000 m²/g. Algunos carbones activados pueden alcanzar valores superiores a los 2500 m²/g. A modo de comparación, una cancha de tenis tiene cerca de 260 m².
Bajo un microscopio electrónico, la estructura del carbón activado se muestra con una gran cantidad de recovecos y de grietas. A niveles más bajos se encuentran zonas donde hay pequeñas superficies planas tipo grafito, separadas solamente por algunos nanómetros, formando microporos. Estos microporos proporcionan las condiciones para que tenga lugar el proceso de adsorción. La evaluación de la adsorción se hace generalmente mediante nitrógeno gaseoso a 77 K en condiciones de alto vacío.
El carbón activo saturado se puede regenerar mediante la aplicación de calor. Los aerogeles de carbón, que son más costosos, tienen superficies efectivas muy altas y encuentran uso similar al carbón activado en aplicaciones especiales.
Sus principales características son:

### Área superficial
Es la extensión de la superficie de los poros desarrollada dentro de la matriz del carbón activado. Se mide usando nitrógeno (N2). Es el indicador primario del nivel de actividad, asumiendo que a mayor área superficial, mayor número de puntos de adsorción disponibles.

### Radios porales
La determinación de la distribución de los tamaños de los poros es una forma extremadamente útil de conocer el comportamiento del material. La IUPAC define la distribución de radios porales de la siguiente forma:
- Microporos  r < 2 nm
- Mesoporos   r ≈ 2-50 nm
- Macroporos  r > 50 nm

Los macroporos son la vía de entrada al carbón activado, los mesoporos realizan el transporte, y los microporos la adsorción.

### Número de yodo
Es una medida de la porosidad mediante adsorción de yodo en solución.

### Actividad de tetracloruro de carbono
Es una medida de la porosidad mediante absorción de vapor saturado de tetracloruro de carbono.

### Dureza
La dureza es un factor importante en el diseño del sistema, la vida útil de los filtros y la forma de manipulación. Presenta grandes variaciones, dependiendo del material original y su nivel de actividad.

### Densidad
La densidad bulk debe considerarse cuidadosamente cuando se deban llenar volúmenes fijos; puede tener implicaciones comerciales.
La densidad limpiado y secado siempre muestra un valor menor, debido a la película de agua entre las partículas de carbón activado.

### Tamaño de las partículas
Cuanto más fino es el tamaño de las partículas de un determinado carbón activado, mejor es el acceso al área superficial y más rápida es la tasa de cinética de absorción. En sistemas de fase vapor, esto se debe considerar junto con la caída de presión, que afecta los costos energéticos.
Una elección cuidadosa del tamaño de las partículas puede proveer significativos beneficios operativos.

## Proceso de obtención del carbón activado
El proceso del carbón activado se basa en producir un carbón a partir de materiales como: cortezas de almendras, cáscara de coco, turba, petróleo, brea y polímeros, nueces, palmeras u otras maderas, y carbón mineral.
Este proceso se puede dividir en dos tipos:
- Activación física (térmica). Se lleva a cabo en dos etapas, la carbonización que elimina elementos como hidrógeno y oxígeno para dar lugar a una estructura porosa rudimentaria y la etapa de gasificación del carbonizado que se expone a una atmósfera oxidante que elimina los productos volátiles y átomos de carbono, aumentando el volumen de poros y la superficie específica. Esto se hace en distintos hornos a temperaturas cercanas a 1000 °C.
- Activación química. El material se impregna con un agente químico que puede ser ácido fosfórico o hidróxido de potasio y se calienta en un horno a 500-700 °C. Los agentes químicos reducen la formación de material volátil y alquitranes, aumentando el rendimiento del carbón. El resultante se lava para la eliminación de ácido.

El tipo de material con el que se produce el carbón activado afecta el tamaño de los poros y las características de regeneración del carbón activado. Los dos tipos de clasificación son: carbón activado en polvo, con diámetro menor o igual a 0.25mm y el carbón granular, con diámetro superior a los 0.25mm. Su área superficial y su volumen de poro, lo hacen altamente competitivo en la búsqueda de tecnologías verdes. 
Por ejemplo, la cáscara de la naranja al ser un material lignocelulósico consta de cierto porcentaje de humedad, por lo cual, la carbonización debe ajustar un secado a determinado tiempo para la obtención de este material. Los métodos para la producción u obtención de estos materiales de carácter natural, suele darse por impregnación química o física. La finalidad de estos materiales se basa en la adsorción de gases debido al tamaño de poro, su poro con un radio entre 2-50 nm.
Los tamaños de los poros van desde los más pequeños, llamados microporos (hasta 2.0 nm), hasta los mesoporos (de 2.0 a 50 nm) y macroporos (mayores de 50 nm).

### Reactivación térmica

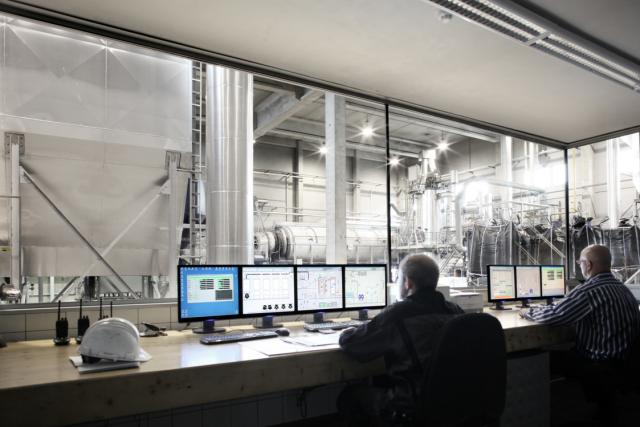
Centro para la reactivación de carbón activado en Roeselare, Bélgica.

El carbón activado saturado se puede reactivar térmicamente a través de un proceso a altas temperaturas (hasta 900 °C), por ejemplo en hornos rotatorios o en hornos multietapa. Gracias a los modernos y eficientes tratamientos de gases, el carbón activado saturado, procedente de diferentes aplicaciones, puede ser reciclado.
El conjunto del proceso de reactivación comprende los siguientes pasos:
1. Secado del material hasta ± 105 °C.
2. Evaporación de los compuestos volátiles adsorbidos hasta ± 300 °C.
3. Los compuestos no volátiles adsorbidos en el seno del carbón activo son descompuestos hasta carbono amorfo en la atmósfera del horno a través de un proceso de pirólisis con temperaturas de hasta ± 600 °C.
4. Finalmente, el carbón en forma amorfa es gasificado mediante la inyección de vapor a alta presión y temperatura (por encima de 800 °C).

Durante la reacción del carbón amorfo con vapor a alta temperatura hasta monóxido de carbono (CO) y, posteriormente, dióxido de carbono (CO2), se forman los microporos que dotarán al carbón activo de una gran superficie específica.
{\displaystyle \mathrm {C\ +\ H_{2}O\ \longrightarrow \ H_{2}\ +\ CO} }
Mediante el uso racional de los recursos naturales, la reactivación del carbón activo reduce las emisiones de CO2 a la atmósfera en un 80%.

## Aplicaciones

### Uso médico
El carbón activado es utilizado como agente adsorbente para tratar envenenamientos y sobredosis por ingestión oral. Previene la absorción de la sustancia tóxica en el estómago. La dosificación típica para un adulto es de 1 g/kg dentro de la primera hora de la intoxicación, con un tope máximo de 100 g totales. Las dosis pediátricas son 12-25 g (1 g/kg). Para fármacos con  circulación enterohepática como carbamazepina, digoxina, morfina, entre otros, se sugiere administrar carbón activado en múltiples dosis (0,5 g/kg cada 4 horas por 24 a 48 h).
En lo posible combinar con algún jugo o líquido con sabor para evitar el mal sabor del carbón activado y así el paciente no lo vomite. El uso incorrecto de este producto puede producir broncoaspiración (ingreso a los pulmones) y puede dar lugar a un desenlace fatal si no es controlado. Para el uso fuera del hospital, se presenta en comprimidos de 1 g, o en tubos o botellas plásticas, comúnmente de 12,5 o 25 g, premezclado con agua. Tiene nombres comerciales como InstaChar, SuperChar, Actidose y Liqui-Socarra, pero por lo general se le llama simplemente carbón activado.
Durante los últimos años, el carbón activado se ha convertido en un "mágico remedio" para perder peso; un alimento supuestamente detox que ha saltado a la palestra informativa y se ha convertido en una auténtica moda con los consiguientes peligros que eso implica. De hecho, la capacidad de adsorción del carbón activo es incapaz de distinguir entre sustancias dañinas y beneficiosas, de manera que es posible que se termine bloqueando la absorción de determinadas vitaminas y minerales que el cuerpo necesita para funcionar con un consumo frecuente. Un consumo excesivo, además, puede causar estreñimiento, bloqueos intestinales y otros problemas más graves. No obstante, la Comunidad Europea y la FDA estadounidense lo consideran como complemento alimenticio.
Otros de sus usos más extendidos es el del blanqueamiento dental. Sin embargo, no existen evidencias científicas de que resulte beneficioso para tal fin y, de hecho, los expertos apuntan a que el blanqueamiento se debe a la abrasión de las micropartículas sobre el esmalte. Estas -igual que las sustancias que contienen otros remedios caseros como el bicarbonato o el limón– debilitan la estructura del diente pueden causar daños permanentes en la dentina si se emplean con regularidad.

### Filtros para aire, gas comprimido y purificar el agua
Los filtros con carbón activado se utilizan generalmente en la purificación de aire, agua y gases, para quitar vapores de aceite, sabores, olores y otros hidrocarburos del aire y de gases comprimidos.
Los diseños más comunes utilizan filtros de una o de dos etapas, donde el carbón activado se introduce como medio filtrante. Un ejemplo puede ser el filtro que llevan los cigarrillos. También tiene uso para purificación del agua de lluvias en zonas donde esta es usada para usos domésticos.
Para su aplicación en tratamiento de agua se requiere 1 a 3 pies cúbicos (de 30 a 90 decímetros cúbicos aproximadamente) de carbón activado para tratar 1 millón de litros de agua, siempre y cuando, la concentración de cloro libre sea igual o menor a 1 ppm (parte por millón).
Existen filtros de carbón activado a los que se les agrega plata para que no se desarrollen bacterias en él, de acuerdo a las propiedades antivirales y antibacteriales de la plata coloidal.[cita requerida] Los filtros con partículas más pequeñas de carbón activado tienen generalmente una mejor tasa de adsorción.
Por otro lado, la acidez y temperatura del agua a filtrar influyen en el comportamiento del filtro de carbón activado. A mayor acidez y menor temperatura del agua, el desempeño de los filtros de carbón activado mejora. El asbesto no puede ser eliminado del agua a través de un filtro de carbón activado.
Un filtro de carbón activado debe ser reemplazado entre cada 2.800 y 3.750 litros de agua filtrada, lo cual es solo un referente pues la capacidad de filtración y vida del filtro dependerán de la calidad del agua que se filtra. El tamaño del poro del carbón activado y el tamaño de las partículas a filtrar también influyen en la vida y capacidad de filtración del filtro de carbón activado.
Por lo que la única forma de saber si un filtro de carbón activado ha dejado de funcionar es hacer un análisis del agua resultante del filtro, pues ni el sabor u olor pueden ser un referente certero. Una vez que se ha saturado un filtro de carbón activado, el agua que pase por él, resultará más contaminada que si no se filtrara.
Los filtros de carbón activado que son colocados al final del grifo tienen un desempeño inferior respecto a los que son colocados debajo del lavabo o tarja debido al poco volumen de carbón activado que contienen. Asimismo se recomienda reemplazar los filtros de carbón activado a una tasa del doble de lo que recomiendan los fabricantes. Los filtros que "avisan" el momento de cambiar el filtro son inexactos y la saturación y consecuente contaminación del agua puede ocurrir mucho antes de que avise.[cita requerida]

### Agente catalizador
El carbón activo es un adsorbente muy versátil debido a su distribución y tamaño de poro. Su principal aplicación se da lugar en la eliminación de las impurezas de los gases y líquidos; se ha establecido que dicha eliminación tiene lugar a través de un proceso de adsorción. La superficie del carbón activo puede atrapar las moléculas de la fase gaseosa o líquida mediante fuerzas predominantemente físicas (de tipo Van der Waals), provocando una elevada concentración en su superficie.  
Un claro ejemplo de una reacción mediante la implementación de carbono activado es el complejo de hexaaminocobalto(III) ([Co(NH3)6]3+) el cual es termodinámicamente inestable en disoluciones ácidas y su constante de equilibrio de reacción bordea el 1x1020. En el equilibrio, la concentración de [Co(NH3)6]3+ es muy baja por lo que la reacción puede llegar a tomar días en completarse, es decir, es un complejo inerte que experimenta reacciones de cambio muy lentas. Por sus características, el complejo tiene una muy baja concentración por lo que al agregar carbón activo este favorecerá la concentración del complejo para reducir considerablemente el tiempo de reacción por consiguiente acelerando el proceso sin alterar sus propiedades químicas.
- Catálisis ácida

Son excelentes catalizadores ácidos ya que son fáciles de convertir con una inversión económica sostenible. Se oxida en presencia de agua favoreciendo la formación de grupos oxigenados e hidrogenados (carboxilos). En este tipo de catálisis es común que disminuya la superficie específica del carbono activado sin afectar a la catálisis.
El punto de carga cero (PCC) de estos materiales depende del carbón activado original y del ácido empleado, pero no del número de grupos funcionales ácidos existentes, demostrando que es más importante el tipo de grupo funcional que su número. Una de estas reacciones ha sido la alquilación de heterociclos nitrogenados.
- Catálisis básica

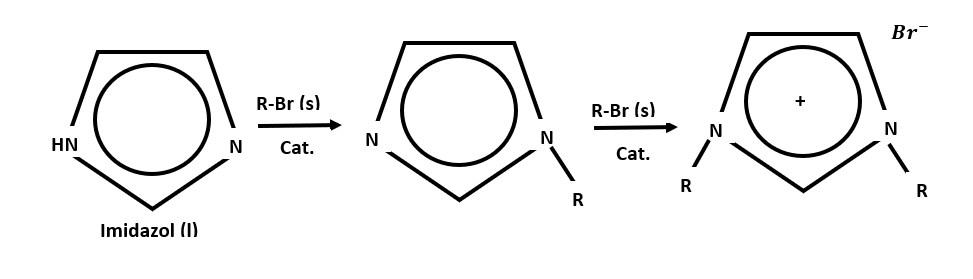
Esquema 1. Reacción de imidazol con bromuro de alquilo.

La catálisis en este caso suele tener una acción de carácter alcalino. Se pone en acción al carbón activado con una disolución de una sal del metal alcalino correspondiente a los cationes (Na, K y Cs) lo que produce que el carbón sufra una escasa variación en su estructura física, mas no en sus propiedades químicas.
Cuanto más pesado es el elemento alcalino, mayor es la basicidad del catalizador, lo cual está relacionado directamente con su actividad catalítica.

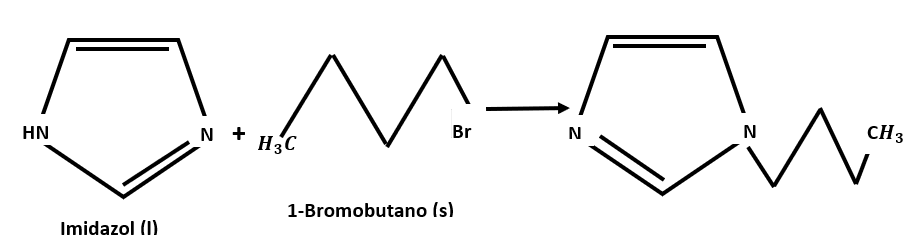
Esquema 2. Alquilación de imidazol con 1-bromobutano.

### Usos ambientales
Las propiedades de adsorción del carbón activado son muy útiles en la eliminación de contaminantes del aire como de flujos de agua implicados en procesos industriales:
- Limpieza de vertidos
- Recuperación de aguas superficiales y subterráneas[7]
- Tratamiento de agua potable
- Purificación de aire[8]
- Recogida de compuestos volátiles procedentes de procesos industriales como pintura,[9] limpieza en seco, repostaje de combustible...
- Depuración de agua no destinada al consumo humano
- Purificación de aminoácidos[10]
- Creación de fertilizante orgánico casero.
- Componente para la creación de papel reciclado.
- Purificación de ingredientes y productos alimentarios[11]
- Separación y purificación de gases como biogás, dióxido de carbono, hidrógeno, gas de síntesis.
- Protección personal y colectiva (e.j. máscaras de gas[12])